# Локомотив (хоккейный клуб, Куйбышев)
«Локомоти́в» — ранее существовавший хоккейный клуб из Куйбышева.
Основан в 1947 году на базе ранее существовавших куйбышевских команд общества «Локомотив» по футболу и хоккею с мячом.
«Локомотив» является первой командой из Куйбышевской области, которая стала призёром в первенстве РСФСР по канадскому хоккею — именно так назывался в Советском Союзе зимний вид спорта в свои первые два сезона.
Дебют хоккеистов во всероссийских соревнованиях пришёлся на 24 января 1948 года. На предварительном этапе в Поволжской зоне «Локомотив» на своём поле победил саратовский «Большевик» (9:1) и горьковский «Спартак» (10:2).
В финале первенства РСФСР — матчи прошли с 16 по 18 февраля на стадионе «Динамо» в Москве — команда проиграла воронежскому «Спартаку» (1:11) и сыграло вничью с «Динамо» Молотов (4:4).
В сезоне—1959/60 команда железнодорожников неожиданно для многих стала чемпионом Куйбышева. Её включили в число участников первенства РСФСР или класса «Б». Из 14 игр было выиграно 5 и 9 проиграно, при разнице шайб 55-83.
Ведущими игроками являлись Юрий Наливаев, Валентин Девяткин, Олег Кривопалов (капитан), Богатов, Чернов. Тренером был Александр Чистов.
В дальнейшем «Локомотив» выступал в первенстве города.

## Достижения
Чемпионат РСФСР по хоккею с шайбой:
- бронзовый призёр: 1947

Чемпионат Куйбышева по хоккею с шайбой:
- чемпион: 1960